# Hydrotaea lundbecki
Hydrotaea lundbecki este o specie de muște din genul Hydrotaea, familia Muscidae, descrisă de Verner Michelsen în anul 1978.
Este endemică în Denmark. Conform Catalogue of Life specia Hydrotaea lundbecki nu are subspecii cunoscute.